# Хассі-Месауд
Хассі-Месауд (араб. حاسي مسعود) — місто в Алжирі, вілаєті Уаргла. Розташоване в пустелі Сахара на відстані 85 км від міста Уаргла. Станом на 2008 рік населення міста становило 45 147 осіб. Відоме завдяки нафтовому родовищу, відкритому поблизу міста в 1956 році.

## Географічне положення
Місто знаходиться в центрі вілаєту Уаргла в пустелі Сахара на відстані 85 км від столиці вілаєту, міста Уаргла. Абсолютна висота міста — 152 метри.

## Історія
1956 року поблизу міста було виявлено нафтове та газове родовище. Нафтове родовище в Хассі-Месауді є найбільшим в Алжирі, а газ із родовища переважно розчинений у нафті. Одним із відкривачів родовища був геолог із Галичини Іларіон Ортинський. Станом на 2008 рік запаси нафти оцінювалися у 8 мільярдів барелів.
2010 року міжнародна правозахисна організація Amnesty International повідомила про напади на одиноких жінок у Хассі-Месауді; їх безпідставно звинувачували в проституції. Відповідно до звітів Amnesty International, «деякі жінки зазнали сексуального насильства» й були атаковані «не тільки за те, що вони жінки, але й тому, що живуть самі та є економічно незалежними».

## Клімат
| Клімат Хассі-Месауда    | Клімат Хассі-Месауда | Клімат Хассі-Месауда | Клімат Хассі-Месауда | Клімат Хассі-Месауда | Клімат Хассі-Месауда | Клімат Хассі-Месауда | Клімат Хассі-Месауда | Клімат Хассі-Месауда | Клімат Хассі-Месауда | Клімат Хассі-Месауда | Клімат Хассі-Месауда | Клімат Хассі-Месауда | Клімат Хассі-Месауда |
| Показник                | Січ.                 | Лют.                 | Бер.                 | Квіт.                | Трав.                | Черв.                | Лип.                 | Серп.                | Вер.                 | Жовт.                | Лист.                | Груд.                |                      |
| Середній максимум, °C   | 17,4                 | 21                   | 24                   | 28,8                 | 33,2                 | 39,5                 | 41,5                 | 41,5                 | 36,7                 | 30,5                 | 22,9                 | 18,3                 |                      |
| Середній мінімум, °C    | 5,2                  | 7,6                  | 10,7                 | 14,8                 | 19,6                 | 25,2                 | 26,5                 | 26,6                 | 23,2                 | 17,4                 | 10,6                 | 6,3                  |                      |
| Норма опадів, мм        | 7.0                  | 4.4                  | 7.9                  | 3.7                  | 2.3                  | 0.9                  | 0.8                  | 0.8                  | 1.9                  | 4.8                  | 4.9                  | 4.4                  |                      |
| Вологість повітря, %    | 59.7                 | 48.7                 | 39.7                 | 34.5                 | 30.1                 | 25.4                 | 22.9                 | 25.1                 | 34.6                 | 44.4                 | 52.3                 | 60.0                 |                      |
| ----------------------- | -------------------- | -------------------- | -------------------- | -------------------- | -------------------- | -------------------- | -------------------- | -------------------- | -------------------- | -------------------- | -------------------- | -------------------- | -------------------- |
| Джерело: climatebase.ru |                      |                      |                      |                      |                      |                      |                      |                      |                      |                      |                      |                      |                      |

## Населення
За переписом 1998 року населення Хассі-Месауда становило 40 360 осіб, у 2008 році — 45 147 осіб. Станом на 2008 рік відсоток чоловічого населення складав 51,2 %, жіночого — 48,8 %. Рівень грамотності складав 90,3 %, серед чоловіків — 93,5 %, серед жінок — 86,8 %. 13,8 % жителів Хассі-Месауда в 2008 році мали вищу освіту, 22,1 % — середню.

## Транспорт
На відстані 9,3 км на південний схід від Хассі-Месауда розташований однойменний аеропорт.